# Ken Ring
Ken Kiprono Ring, född 29 januari 1979 i Bro, är en svensk rappare. I början av sin karriär använde han endast "Ken" som artistnamn, men lade senare även till sitt efternamn.
Rings album Hip Hop från 2009 blev Grammisnominerat.

## Biografi

### Bakgrund
Ken Ring växte upp i Hässelby i Stockholms kommun. Hans mamma Rebecca kom från Kenya och hans pappa kommer från Sverige. Hans mamma dog i cancer när Ken Ring var 14 år. Efter det blev han hemlös.
Ken Ring fick sitt stora genombrott med den självbiografiska låten "Mamma". Albumet Vägen tillbaka blev framgångsrikt.

### Kontroverser och senare karriär
Efter en spelning på Vattenfestivalen i Stockholm 1999 blev han gripen av polis efter att ha framfört låten "Spräng Regeringen" där han rappade om att storma slottet och våldta prinsessan Madeleine. Därefter släppte han dubbelalbumet Mitt hem blir ditt hem, varefter han lämnade sitt skivbolag och släppte fyra album själv med viss hjälp av mindre skivbolag samt producenten Maria Kvärle.
År 2004 började Ken Ring ett samarbete med norske producenten Tommy Tee. De släppte tillsammans plattan Två legender utan pengar. Ken Ring dömdes i början av 2006 till sex månaders fängelse för grovt bedrägeri. Bara några dagar efter avtjänat straff var han uppe på scen med rapparen Petter under Stockholms jazzfestival, och han släppte senare nya singeln "Cutta dom".
Skivan Äntligen hemma utkom den 24 oktober 2007 och det är den första skivan han släppt på ett skivbolag sedan skivan Mitt hem blir ditt hem (2000). Skivan förhandssläpptes till intagna på svenska anstalter, med undantag för sexualförbrytare och angivare. Den blev både Grammisnominerad och P3 guld-nominerad.
Ken Ring släppte Hip Hop (2009), och det blev hans tionde album. Det blev både grammisnominerat och fick Manifests hederspris för årets textförfattare. Han medverkade i 2013 års upplaga av TV4:s Så mycket bättre. Från "Så mycket bättre" fick han listplaceringar på Digilistan och Sverigetopplistan med sina tolkningar av Lill Lindfors "Rus" och av Bo Kaspers Orkesters "Människor som ingen vill se".
I ett facebookinlägg  publicerat 2016 skrev han att han lägger ner musiken för gott efter att han publicerat sina två sista studioalbum.

### Privat och övrigt
Ken Ring har ett antal fällande domar och erkänner själv att han varit kriminell när han var yngre.

## Diskografi

### Studioalbum
- Vägen tillbaka (1999)
- Mitt hem blir ditt hem (2000)
- Mellanspelet (2002)
- InblicKEN (2003)
- Det bortglömda (2003)
- 2 legender utan penger (tillsammans med Tommy Tee; 2004)
- KENnelklubben (2004)
- RubriKEN (2005)
- Äntligen hemma (2007)
- Hip Hop (2009)
- AkustiKen (2013) [14]
- 2 legender utan penger: Igjen (tillsammans med Tommy Tee; 2014) [15]
- XXV (2016)
- En Kärlek (2017)
- Musiken (2024) [16]

### Singlar
- Gatuslang (1998)
- Tidiga demor (1999)
- Stockholm Stad (1999)
- Stockholm stad 12" (1999)
- Mamma (1999)
- Eld och djupa vatten (1999)
- Dödens gränsland (1999)
- Vill inte veta (2000)
- Grabbarna från förorten (2000)
- Situation Stockholm (2000)
- Mitt hem blir ditt hem (2000)
- BB berättelsen (tillsammans med Tommy Tee; 2004)
- Måste seja hei (tillsammans med Tommy Tee; 2004)
- Cutta dom (2006)
- På väg hem (EP; 2006)
- Det hände något på vägen hem (EP; 2006)
- Ta det lugnt (2007)
- Kelian (2007)
- Stockholm City (2008)
- Hip Hop (2009)
- Nu måste vi dra (2009)
- Änglabarn (2010)
- Helt jävla beng (tillsammans med Tommy Tee; 2010)
- Jag skriver för er
- Min bästa vän ska äga din(2011)
- Själen av en vän (tillsammans med Million Stylez) (2012) (Sålt dubbel platina.)
- Poverty (tillsammans med Lutan Fyah; 2012)
- Kim (tillsammans med Osten) (2013)

### Mixtapes
- 165 - Various Mixtapes (1997)
- 165 - Unreleased Joints Vol. 1 (1999)
- 165 Allstars Vol. 1 (2000)
- Ken Ring & BB Inc Kaddo Presents: Soundclap Vol. 1 (2005)
- Ken Ring & BB Inc Kaddo Presents: Soundclap Vol. 2 (2005)
- Ken Ring & BB Inc Kaddo Presents: Soundclap Vol. 3 (Svensk Hiphop Special) (2005)
- Ken Ring & BB Inc Kaddo Presents: Soundclap Vol. 4 (2005)
- Ken Ring & BB Inc Kaddo Presents: Soundclap Vol. 5 (Hosted by Sam-E) (2005)
- Ken Ring & BB Inc Kaddo Presents: Soundclap Vol. 6 (XXX-special. Hosted by Bingo Rimér & Pernilla Lundberg) (2006)
- Shu Bre Express - Mixtape Vol. 1 (2007)
- Snart hemma (2007)
- Mixtape "10" (2008)
- SommarbänKEN (2009)
- Kiprono (2011)

### Medverkan
- Framåt! - För Palestinas befrielse (2002)

### Videografi
- Ken Ring videografi

## Filmografi
- 1995 – Rederiet — som servitör (statistroll)
- 2005 – Blodsbröder
- 2009 – Ken Ring — som sig själv